# Sybra medioguttata
Sybra medioguttata là một loài bọ cánh cứng trong họ Cerambycidae.